# Wanyan Chenglin
Pour les articles homonymes, voir Jin et Modi.
Wanyan Chenglin (mort le 10 février 1234), dit Jin Modi, est le dixième et dernier empereur de la dynastie Jin.
Né Wanyan Chenglin, il est le descendant de Shizu, on lui connait un frère, Wanyan Chengyi. En 1234, il est choisi comme successeur par l'empereur Aizong, qui se suicide le 9 février 1234, alors que la capitale jin, Caizhou, est sur le point de tomber entre les mains des Mongols. Le règne de Modi est très bref : la ville tombe dès le lendemain, et Modi est tué dans l'affrontement.